# Voiceprint Records
Voiceprint Records ist ein englisches Plattenlabel aus Houghton-le-Spring (Tyne and Wear). Das Label wird zu den weltweit am schnellsten wachsenden Labels gezählt.
Das von Robyn Ayling gegründete Label Voiceprint ist spezialisiert auf Neuveröffentlichungen älterer Aufnahmen aus dem Bereich Progressive Rock. Die Zahl der  seit Mitte der 1990er vorgelegten Veröffentlichungen geht in die Hunderte. So sind viele CDs von Gong, Hawkwind, Soft Machine, Yes, all deren Nebenprojekten und vielen anderen auf dem Label erschienen. Zu den labeltypischen Bands zählen auch Psychic TV, für die allein das Label bereits 14 neue oder nachveröffentlichte Alben veröffentlicht hat.
Das Label gliedert sich auf in verschiedene Sublabel wie Resurgence, Blueprint, Folkprint, La Cooka Ratcha und Temple Records.